# Herman Kristoffersson
Edvin Herman Kristoffersson, född 4 februari 1918 i Norrbärke församling, Dalarna, död 7 januari 2004 i Sankt Görans församling, Stockholm, en svensk friidrottare (höjdhopp). Han tävlade för IK Heros, Smedjebacken och Kronobergs IF. Han utsågs 1946 till Stor Grabb nummer 109 i friidrott.